# Orseolia fluvialis
Orseolia fluvialis är en tvåvingeart som först beskrevs av Ephraim Porter Felt 1917.  Orseolia fluvialis ingår i släktet Orseolia och familjen gallmyggor. Inga underarter finns listade i Catalogue of Life.